# Crataegus sargentii
Crataegus sargentii — вид квіткових рослин із родини трояндових (Rosaceae).

## Біоморфологічна характеристика
Це дерево чи кущ 30–50 дм заввишки. Молоді гілочки червонуваті, 1-річні блискучі, насичено-червоно-коричневі, 2-річні сірувато-червоні, старші сірі; колючки на гілочках від мало до численних, від прямих до злегка вигнутих, 2-річні чорні, тонкі, 2–5 см. Листки: ніжки листків 25–40% від довжини пластин, рідко сидячо-залозисті; пластини яйцювато-кутасто-яйцюваті, 4–6(7) см, основа від закругленої до широко клиноподібної, часток 0 або 1–3 з боків, верхівки часток гострі, краї зубчасті, верхівка від гострої до загостреної, жилки на нижній поверхні рідко волохаті молодими. Суцвіття 4–10(або 11)-квіткові. Квітки 15–18 мм у діаметрі; чашолистки вузько трикутні, 3 мм; пиляки від блідо-рожевих до блідо-пурпурних. Яблука жовті або рум'яно-рожеві, іноді червонуваті, майже кулясті, 8–10(12) мм у діаметрі. 2n = 34, 51. Період цвітіння: кінець березня – середина квітня; період плодоношення: вересень — листопад.

## Ареал
Ендемік південного сходу США (Алабама, Джорджія, Міссісіпі, Теннессі).
Населяє узлісся, вирізані ліси, інші відкриті ліси; на висотах 20–300 метрів.